# Joseph (Oregon)
Joseph è una città degli Stati Uniti d'America situata nell'Oregon, nella Contea di Wallowa. Conta 1 236 abitanti.